# Người chiến thắng đứng một mình
Người chiến thắng đứng một mình (The Winner Stands Alone) là tiểu thuyết của nhà văn Brazil Paulo Coelho, xuất bản lần đầu năm 2008 với tựa tiếng Bồ Đào Nha là O Visedor está Só.
Câu chuyện lấy bối cảnh tại Liên hoan phim Cannes, dựa trên sự phát triển ngày càng gia tăng của cái mà tác giả gọi là The Superclass. Một bài đánh giá trên tờ Financial Times nhận xét rằng tuy bối cảnh của tác phẩm được nghiên cứu kỹ lưỡng, nhưng cốt truyện chưa được xây dựng đủ chắc chắn, và cách viết thì quá 'khoa trương': "Coelho sử dụng quá nhiều những từ ngữ sáo rỗng... và lặp lại một cách liên tục không ngừng".

## Tóm tắt nội dung
Truyện kể về câu chuyện của một số người: Igor, một ông trùm điện thoại di động người Nga bị tâm thần; Ewa, trước đây là vợ của Igor, nhưng giờ đã kết hôn với Hamid, một ông trùm thời trang Trung Đông; Jasmine, một phụ nữ châu Phi đang trên đà thành công của sự nghiệp người mẫu; Gabriela, nữ diễn viên người Mỹ háo hức có được vai chính trong phim; và một thám tử tội phạm đầy tham vọng, hy vọng sẽ giải quyết được vụ án của cuộc đời mình. Nội dung tác phẩm xoay quanh những mâu thuẫn trong nội tâm và giữa các nhân vật trong khoảng thời gian 24 giờ.

## Nhân vật
- Igor
- Hamid Hussein
- Gabriela Sherry
- Jasmine Tiger
- Ewa Hussein
- Savoy
- Gibson
- Morris
- Javits Wild (nạn nhân giết người)
- Maureen (nạn nhân giết người)
- Olivia (nạn nhân giết người)